# Gail Miller
Gail Louise Miller, nach Heirat Gail Louise Tune, OAM (* 30. November 1976 in Canberra) ist eine ehemalige australische Wasserballspielerin. Sie war Olympiasiegerin 2000 in Sydney.

## Leben
Die 1,80 Meter große Angriffsspielerin spielte für die East Coast Warriors in Brisbane. Gail Miller bestritt 90 Länderspiele für die australische Nationalmannschaft.
Wasserball für Frauen wurde als Wettbewerb in das Programm der Olympischen Spiele in Sydney 2000 aufgenommen. Die australische Mannschaft gewann die Vorrundengruppe und besiegte im Halbfinale die Russinnen mit 7:6. Mit dem 4:3-Sieg im Finale gegen das Team aus den Vereinigten Staaten waren die Australierinnen die ersten Olympiasiegerinnen im Wasserball. Miller warf ihre zwei Turniertore in der Vorrunde.
Gail Miller heiratete den Rugby-Union-Spieler Ben Tune. Ihr Bruder Paul Miller trat als Boxer bei den Olympischen Spielen 2000 an.